# Ugarte (Amurrio)
Ugarte es un despoblado que actualmente forma parte del concejo de Amurrio, del municipio de Amurrio, en la provincia de Álava, País Vasco (España).

## Historia
Documentado desde 1025 (Reja de San Millán), al despoblarse pasó a ser un barrio de Amurrio.